# Puente colgante de Manila
El Puente colgante de Manila, originalmente llamado Puente de Clavería, era un puente colgante que conectaba los distritos de Quiapo y Ermita en Manila a orillas del río Pasig, en Filipinas. Diseñado por el ingeniero vasco Matías Menchacatorre se terminó en 1852, siendo el primer puente colgante en el sudeste de Asia. La estructura fue reemplazada por el Puente Quezón en la década de 1930.
Sus trabajos de construcción se iniciaron en 1849 y se terminaron en 1852. Fue construido y era propiedad de Ynchausti y Compañía, la empresa presidida por José Joaquín de Ynchausti. La estructura fue nombrada "Puente de Clavería", probablemente en honor del gobernador general de Filipinas Narciso Clavería, quien estuvo en el cargo en el período 1844-1849.